# 大友一美
大友 一美（おおとも かずみ、男性、1948年 - ）は、福島県出身のバルビゾン派の洋画家、元現代日本芸術協会理事。
自然主義の抒情的作風と独自のリアリズムを追求。主に牧歌的な自然風景や田舎風景、古民家を好んで描く。
田園の詩人ミレー（ジャン＝フランソワ・ミレー）やコロー（ジャン＝バティスト・カミーユ・コロー）が農家や大地の詩的情景を描いたように、その想いを『日本の心』で現在も意欲的に創作を続ける。

## 略歴
- 1970年に上京。多様な絵画技法を修得し作品を発表するようになる。同時に商業デザイン、アート関係に人脈を築く。
- 1973年に東京都杉並区三京美術(株)の専属洋画家となる。以降、蒼騎会展に出品し入選多数。会員となる。
- 1976年には常盤美術絵展にて金賞を受賞、パリ招待。
- 1976年にブロードウェイ絵画展入選。この年よりフリー作家となる。
- 1978年に蒼騎会脱退。
- 1989年には千葉県関宿町作品買入れ収蔵、「画廊あけぼの関宿路」
- 1990年に日本の自然を描く展（上野の森美術館）入選。
- 1991年に銀座正光画廊大賞展奨励賞、第65回国展入選。
- 1992年は第66回国展入選。
- 1993年に第70回春陽会展入選、第69回白日展入選。
- 1999年に出身地福島県いわき市にて『泉ヶ丘美術館・時計台ギャラリー』を開館。

## 個展
そごう百貨店（東京、千葉、長野、神戸、福山、徳島ほか）、三越百貨店（千葉、名古屋）小田急百貨店（藤沢）、近鉄百貨店（岐阜ほか）、まるひろ百貨店（川越）、
東武百貨店（船橋）、伊勢丹百貨店（水戸）、池袋画廊、正光画廊（福島県郡山市）、ほか多数。